# Campo Largo
Campo Largo là một đô thị thuộc bang Paraná, Brasil. Đô thị này có diện tích 1249,422 km², dân số năm 2007 là 110796 người, mật độ 86,2 người/km².